# PUS1
PUS1 (англ. Pseudouridylate synthase 1) – білок, який кодується однойменним геном, розташованим у людей на короткому плечі 12-ї хромосоми. Довжина поліпептидного ланцюга білка становить 427 амінокислот, а молекулярна маса — 47 470.
| 10         |  | 20         |  | 30         |  | 40         |  | 50         |
| ---------- |  | ---------- |  | ---------- |  | ---------- |  | ---------- |
| MGLQLRALLG |  | AFGRWTLRLG |  | PRPSCSPRMA |  | GNAEPPPAGA |  | ACPQDRRSCS |
| GRAGGDRVWE |  | DGEHPAKKLK |  | SGGDEERREK |  | PPKRKIVLLM |  | AYSGKGYHGM |
| QRNVGSSQFK |  | TIEDDLVSAL |  | VRSGCIPENH |  | GEDMRKMSFQ |  | RCARTDKGVS |
| AAGQVVSLKV |  | WLIDDILEKI |  | NSHLPSHIRI |  | LGLKRVTGGF |  | NSKNRCDART |
| YCYLLPTFAF |  | AHKDRDVQDE |  | TYRLSAETLQ |  | QVNRLLACYK |  | GTHNFHNFTS |
| QKGPQDPSAC |  | RYILEMYCEE |  | PFVREGLEFA |  | VIRVKGQSFM |  | MHQIRKMVGL |
| VVAIVKGYAP |  | ESVLERSWGT |  | EKVDVPKAPG |  | LGLVLERVHF |  | EKYNQRFGND |
| GLHEPLDWAQ |  | EEGKVAAFKE |  | EHIYPTIIGT |  | ERDERSMAQW |  | LSTLPIHNFS |
| ATALTAGGTG |  | AKVPSPLEGS |  | EGDGDTD    |  |            |  |            |

A: Аланін

C: Цистеїн

D: Аспарагінова кислота

E: Глутамінова кислота

F: Фенілаланін

G: Гліцин

H: Гістидин

I: Ізолейцин

K: Лізин

L: Лейцин

M: Метіонін

N: Аспарагін

P: Пролін

Q: Глутамін

R: Аргінін

S: Серин

T: Треонін

V: Валін

W: Триптофан

Кодований геном білок за функціями належить до ізомераз, фосфопротеїнів. 
Задіяний у таких біологічних процесах, як процесинг тРНК, альтернативний сплайсинг. 
Локалізований у ядрі, мітохондрії.